# Liga Konferencji UEFA
Liga Konferencji UEFA (ang. UEFA Conference League), do sezonu 2023/24 Liga Konferencji Europy UEFA (ang. UEFA Europa Conference League) – coroczne rozgrywki klubów piłkarskich, organizowane przez UEFA. Kluby mogą ubiegać się o udział w rozgrywkach na podstawie wyników w krajowych ligach i pucharach. Jest to trzeci poziom europejskich pucharów, po Lidze Mistrzów i Lidze Europy.
Turniej odbywa się od sezonu 2021/22. Jest on niższym poziomem Ligi Europy UEFA, którą z kolei od tego sezonu zmniejszono do 32 drużyn w fazie grupowej. W rozgrywkach w pierwszej kolejności uczestniczą drużyny z niższych w rankingu federacji krajowych należących do UEFA.
28 czerwca 2023 Komitet Wykonawczy UEFA ogłosił, że od sezonu 2024/2025 rozgrywki otrzymają nazwę Liga Konferencji UEFA. Według UEFA usunięcie słowa „Europa” z nazwy rozgrywek umożliwi dalszy rozwój jako niezależnych od Ligi Europy UEFA rozgrywek w odbiorze kibiców i partnerów komercyjnych.

## Format
Ostateczną nazwę turnieju Komitet Wykonawczy UEFA przyjął 24 września 2019. Wcześniej rozgrywki określano roboczo jako Liga Europy 2 (ang. UEFA Europa League 2).
Format rozgrywania Ligi Konferencji UEFA nie różni się znacząco od formatu Ligi Mistrzów i Ligi Europy. W każdym z tych turniejów grają 32 drużyny, co w porównaniu z poprzednimi latami pozwoliło zwiększyć minimalną liczbę reprezentowanych krajów z 26 do 34.
Turniej składa się z fazy grupowej (8 grup po 4 kluby) i fazy pucharowej – pierwszej rundy (8 drużyn z drugich miejsc w grupach w Lidze Konferencji UEFA oraz 8 drużyn z trzecich miejsc w grupach w Lidze Europy), 1/8 (8 zwycięzców poprzedniej rundy i 8 zwycięzców grup w Lidze Konferencji UEFA), 1/4, 1/2 finału i finału. W ramach turnieju odbywa się 141 meczów w 15 tygodniach, w czwartki, tak jak i w Lidze Europy, a w samych kwalifikacjach do fazy grupowej drużyny rozgrywają 288 meczów. Finałowy mecz Ligi Konferencji UEFA jest rozgrywany w środę w jednym tygodniu z finałami innych europejskich turniejów klubowych: finał Ligi Europy w czwartek, Ligi Mistrzów – w sobotę. Zwycięzca Ligi Konferencji UEFA zyskuje automatyczną kwalifikację do fazy grupowej Ligi Europy kolejnego sezonu.
Zawody promują zespoły z rozgrywek ligowych o niższym współczynniku w rankingu klubowym UEFA, którym przysługuje więcej miejsc w eliminacjach.

### Liga Konferencji Europy UEFA – reforma rozgrywek od sezonu 2024/2025
Od sezonu 2024/2025 powiększono liczbę drużyn do 36, ponadto zrezygnowano z podziału na osiem grup. Obecnie wszystkie zespoły grają w jednej grupie (lidze), a każdy z nich ma do rozegrania sześć meczów z sześcioma różnymi rywalami. Ten sposób rozgrywek przypomina system szwajcarski.
Drużyny z miejsc 1-8 awansują bezpośrednio do 1/8 finału, drużyny z miejsc 9-24 rozegrają baraże o awans do 1/8 finału, a drużyny z miejsc 25-36 definitywnie odpadają z rozgrywek. Obecnie do Ligi Konferencji Europy UEFA nie spadają zespoły z Ligi Europy jak było wcześniej.
Faza pucharowa pozostaje bez zmian.

## Mecze finałowe
| Sezon     | K | K | T | Zwycięzca       | Wynik   | Finalista      | Data, miejsce                          | Br. | Król strzelców                         | Uwagi |
| 2021/2022 |   |   | 1 | AS Roma         | 1:0     | Feyenoord      | 25.05.2022 Arena Kombëtare w Tiranie   | 10  | Cyriel Dessers (Feyenoord)             |       |
| 2022/2023 |   |   | 1 | West Ham United | 2:1     | ACF Fiorentina | 7.6.2023 Fortuna Arena w Pradze        | 7   | Zeki Amdouni (FC Basel)                |       |
| 2023/2024 |   |   | 1 | Olympiakos SFP  | 1:0 (D) | ACF Fiorentina | 29.5.2024 OPAP Arena w Nea Filadelfia  | 11  | Ayoub El Kaabi (Olympiakos SFP)        |       |
| 2024/2025 |   |   | 1 | Chelsea F.C.    | 4:1     | Real Betis     | 28.5.2025 Stadion Miejski we Wrocławiu | 7   | Afimico Pululu (Jagiellonia Białystok) |       |
| 2025/2026 |   |   |   |                 |         |                | 27.5.2026 Red Bull Arena w Lipsku      |     |                                        |       |
| 2026/2027 |   |   |   |                 |         |                | Vodafone Arena w Stambule              |     |                                        |       |

## Osiągnięcia według klubów
| Drużyna         | Zwycięzca | Finalista | Zwycięzca (lata) | Finalista (lata) |
| --------------- | --------- | --------- | ---------------- | ---------------- |
| AS Roma         | 1         | 0         | 2022             | –                |
| West Ham United | 1         | 0         | 2023             | –                |
| Olympiakos SFP  | 1         | 0         | 2024             | –                |
| Chelsea F.C.    | 1         | 0         | 2025             | –                |
| ACF Fiorentina  | 0         | 2         | –                | 2023, 2024       |
| Feyenoord       | 0         | 1         | –                | 2022             |
| Real Betis      | 0         | 1         | –                | 2025             |

## Osiągnięcia według państw
| Lp. | Kraj      | Zwycięzca | Finalista |
| --- | --------- | --------- | --------- |
| 1.  | Anglia    | 2         | 0         |
| 2.  | Włochy    | 1         | 2         |
| 3.  | Grecja    | 1         | 0         |
| 4.  | Hiszpania | 0         | 1         |
| 4.  | Holandia  | 0         | 1         |

## Prawa telewizyjne w Polsce
Prawa telewizyjne do Ligi Konferencji w Polsce od sezonu 2024/25 posiada telewizja Polsat. Wcześniej w sezonach 2021/22-2023/24 przysługiwały one platformie Viaplay. Udzielała ona sublicencji TVP na pokazywanie meczów polskich drużyn.